# Окологлоточный абсцесс
Окологло́точный абсце́сс — ограниченное гнойное воспаление клетчатки окологлоточного пространства. Возникает как осложнение воспалительных процессов в глотке, ротовой полости или среднем ухе.

## Этиология
Возбудителями чаще являются стрептококки, представитель неклостридиальной анаэробной микрофлоры — веретенообразная палочка, кишечная палочка, золотистый стафилококк. В большинстве случаев является осложнением острого паратонзиллярного абсцесса, реже — мастоидита. Может возникнуть в результате прорыва гноя из абсцесса самой нёбной миндалины в паратонзиллярное, а затем и окологлоточное пространство. Иногда развивается при травме глотки или после тонзилэктомии.

## Симптомы
- Сильная боль в горле, затруднение при глотании, тризм, резкая болезненность при попытках открыть рот и при движении головой.
- Высокая температура тела до 40—41 °C.
- На стороне поражения выявляется выпячивание боковой стенки глотки, миндалины и нёбных дужек.

## Лечение
Лечение оперативное. Абсцесс вскрывают со стороны глотки (рассекают слизистую оболочку, тупым путём раздвигают волокна верхнего констриктора глотки) или с помощью наружного разреза. Операцию заканчивают дренированием окологлоточного пространства. В послеоперационном периоде назначают антибиотики широкого спектра действия, по показаниям вводят противогангренозную сыворотку.